# Мнемозина (альманах)
«Мнемози́на» («Мнемозина, собрание сочинений в стихах и прозе») — литературный альманах, издававшийся В. Ф. Одоевским и В. К. Кюхельбекером в Москве в 1824—1825 годах. Издание занимало промежуточное положение между журналом и альманахом: книжки «Мнемозины» должны были выходить каждые три месяца.

## История

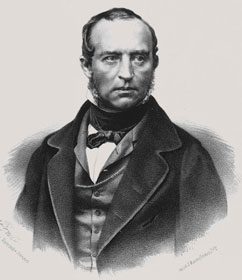
Владимир Фёдорович Одоевский

В 1823 году от московского «Кружка Раича» («Общества друзей») отпочковалось основанное Владимиром Одоевским и Дмитрием Веневитиновым литературно-философское «Общество любомудрия». Члены общества интересовались немецкой идеалистической философией, изучали работы Ф. В. Шеллинга, а также Б. Спинозы, И. Канта, И. Г. Фихте, Й. Герреса, Л. Окена. Для распространения идей своего кружка Одоевский пытался основать регулярное печатное издание.
В конце лета 1823 года после поездки в Европу и службы на Кавказе в Москву переехал будущий декабрист Вильгельм Кюхельбекер. Он также рассчитывал выпускать здесь литературный журнал. В августе П. А. Вяземский писал В. А. Жуковскому, что Кюхельбекер «…собирается издавать журнал, но и тут беда: имя его, вероятно, под запрещением у цензуры. Советую ему приискать книгопродавца, который взял бы на себя ответственность издателя. Надобно будет помочь ему и, если начнёт издавать, то возьмёмся поднять его журнал. План его журнала хорош и Европейский; материалов у него своих довольно; он имеет познания. Кажется, может быть прок в его предприятии». По совету знакомых Кюхельбекер решил объединиться с имевшим связи в литературной среде Владимиром Одоевским. Материальную помощь издателям предоставил их общий друг Александр Сергеевич Грибоедов.
В декабре 1823 года Кюхельбекер и Одоевский в «Вестнике Европы» анонсируют общий альманах «Мнемозина»: «Сие издание, в роде немецких альманахов, будет иметь главнейшею целию — удовлетворение разнообразным вкусам всех читателей. Посему в состав „Мнемозины“ будут входить: повести, анекдоты, характеры, отрывки из комедий и трагедий, стихотворения всех родов и краткие критические замечания».
В альманахе имелись отделы «Философия», «Военная история», «Изящная проза», «Стихотворения», «Путешествия», «Критика и антикритика», «Смесь». Рубрики поэзии и критики большей частью вёл Кюхельбекер, Одоевский уделял основное внимание философии, беллетристике, публицистике, а также занимался административной деятельностью.
Формально называясь альманахом, «Мнемозина» по формату и периодичности больше приближалась к типу журналов. «Мнемозина не Альманах, мы брали только состав и разнообразие Альманахов в образец нашему собранию, а совсем не наружной их вид», — подчёркивал Одоевский. Предполагалось выпускать по одной части альманаха раз в три месяца, но последняя часть «четверогранного альманаха» на 1824 год задержалась и появилась только в 1825 году. Всего вышли в свет четыре книжки «Мнемозины».
- I часть: цензурное разрешение 17 января 1824 года (цензор М. Т. Каченовский), вышла 25 февраля 1824 года, 184 стр.
- II часть: цензурное разрешение 14 апреля 1824 года (цензор М. Т. Каченовский), вышла 23 июня 1824 года, 185 стр.
- III часть: цензурное разрешение 16 октября 1824 года (цензор И. М. Снегирёв), вышла 30 октября 1824 года, 199 стр.
- IV часть: цензурное разрешение 13 октября 1824 года (цензор И. М. Снегирёв), вышла 2 июля 1825 года, 214 стр.

Первую книжку напечатали тиражом 600 экземпляров. У альманаха было всего 157 подписчиков, однако издание так понравилось читателям, что расходы по выпуску первой книжки полностью окупились, и Кюхельбекер писал в одном из писем, что собирается «отпечатать ещё до 600 экземпляров первой части, а остальных частей сразу 1200». Стоимость подписки на комплект из четырёх томов составляла 25 рублей, а для части тиража, отпечатанной на более дорогой бумаге, с золотым обрезом и в красивой картонной обёртке — все тридцать рублей ассигнациями.
Устремления издателей «любомудра» и «декабриста» не совпадали. Главной целью Одоевского была популяризация идей философского кружка. В завершавшей «Мнемозину» статье он назвал её задачей «распространить несколько новых мыслей, блеснувших в Германии; обратить внимание Русских читателей на предметы в России мало известные, по крайней мере, заставить говорить о них; положить пределы нашему пристрастию к Французским Теоретикам, наконец, показать, что ещё не все предметы исчерпаны, что мы, отыскивая в чужих странах безделки для своих занятий, забываем о сокровищах, вблизи нас находящихся».
Интересы же Кюхельбекера наиболее ясно проявились в программной статье «О направлении нашей поэзии, особенно лирической, в последнее десятилетие», опубликованной во второй части «Мнемозины». В этой критической работе Вильгельм Карлович выстроил иерархию литературных жанров, отдавая предпочтение оде, способной выражать высокие чувства и затрагивать важные гражданственные темы, перед элегией с её скудными интимными переживаниями и мелкотемьем. Кюхельбекер сетовал, что современная ему поэзия ориентирована на подражание узкому кругу зарубежных образцов и уделяет мало внимания собственным народным корням. Кюхельбекер находился под сильным идейным влиянием Грибоедова, и статья, в том числе, отражала взгляды автора «Горя от ума». Поддержкой романтизма, гражданственности и народности Кюхельбекер укреплял ту линию, которую в «Полярной звезде» проводил А. А. Бестужев-Марлинский. Наряду с «Полярной звездой», «Мнемозина» считается альманахом декабристской ориентации.
В качестве представителя псевдоромантизма, главной мишенью критики Кюхельбекера стал подражающий «новейшим немцам» В. А. Жуковский и его последователи. Среди раскритикованных элегиков был и А. С. Пушкин. Подталкивая друга в направлении популярного в декабристских кругах гражданского романтизма, Кюхельбекер ставил в пример элегиям Пушкина три его уже увидевшие свет поэмы.
Со временем взгляды издателей на направление журнала всё более расходились, а их отношения становились всё напряжённее. Четвёртую часть «Мнемозины» Владимир Одоевский формировал уже самостоятельно, хотя сочинения Кюхельбекера и в ней занимают видное место.
Существуют свидетельства, что и Одоевский, и Кюхельбекер планировали продолжать издание «Мнемозины». Однако альманах на 1825 год так не появился, а после декабрьского восстания, самороспуска «Общества любомудров» и ареста Вильгельма Карловича дальнейшее издание стало невозможным. Выпуском четырёх частей «Мнемозины» на 1824 год история журнала-альманаха завершилась.

## Участники «Мнемозины»
Наибольшее количество материалов альманаха принадлежало перу самих издателей, в особенности Кюхельбекеру. Несмотря на некоторые разногласия, вызванные развёрнутой «Мнемозиной» литературной дискуссией, А. С. Пушкин поддерживал издание своего лицейского однокашника, и в журнале появился ряд его сочинений. Во второй части напечатано стихотворение «Вечер», в третьей — «Мой Демон» и «Татарская песня» (фрагмент из опубликованного ранее «Бахчисарайского фонтана»; вышло как приложение с нотами, музыка В. Ф. Одоевского), в четвёртой — «Слеза» (с приложением нот, музыка М. Яковлева) и «К морю».
Авторами «Мнемозины» были А. С. Грибоедов, П. А. Вяземский, Е. А. Баратынский, Д. В. Давыдов, С. Е. Раич, Н. Ф. Павлов, А. А. Шаховской, С. Д. Нечаев, Н. М. Языков, Ф. Ф. Матюшкин, Н. А. Полевой, Н. М. Коншин, С. А. Соболевский, Д. П. Шелехов, В. П. Титов, А. М. Мансуров, В. И. Головин, А. И. Писарев и др. Также в журнале появлялись переводы произведений на иностранных языках, например отрывки из Шиллера, мадам де Сталь, Лукиана, Никколо Макиавелли, Жан Поля Рихтера.
Вызвала интерес читателей статья «О способах исследования природы» развивавшего принципы идеалистической диалектики профессора М. Г. Павлова, в которой доказывалось преимущество «умозрительного» метода перед «эмпирическим».

## «Мнемозина» в критике

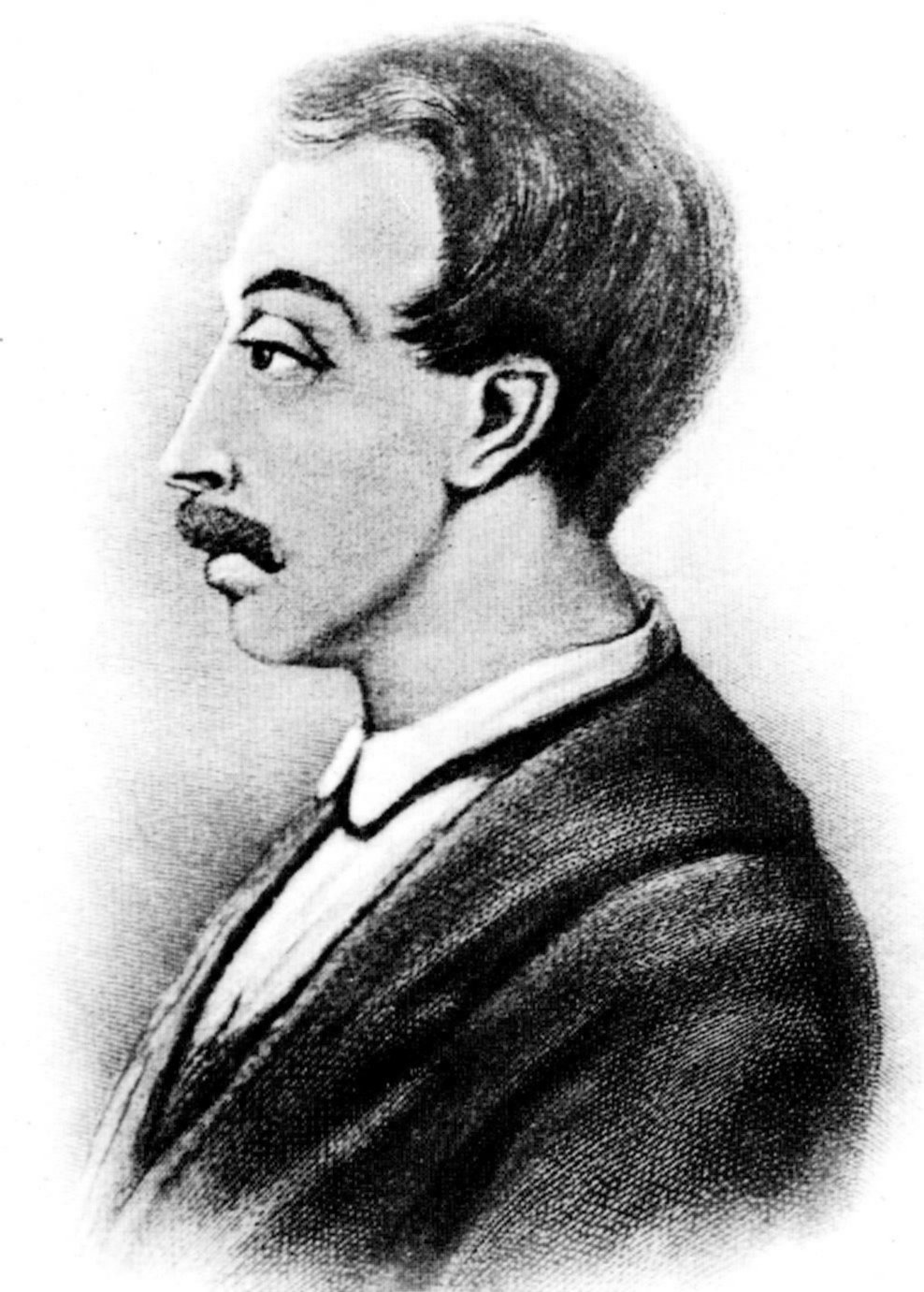
Вильгельм Карлович Кюхельбекер

Полемическая статья Кюхельбекера стала затравкой для продолжительных споров. Если поначалу Булгарин склонен был присоединиться к Кюхельбекеру и даже последовал его принципам при написании фельетона «Литературные призраки», то после резкой отповеди «романтика» на булгаринскую рецензию в «Литературных листках» превратился в ярого оппонента Вильгельма Карловича. Вместе с Одоевским Кюхельбекера поддержал Евгений Баратынский, назвавший рассуждения критика «неоспоримо справедливыми». По другую сторону поэтических баррикад оказались П. А. Вяземский и А. И. Тургенев («Читал ли ты Кюхельбекериаду во второй „Мнемозине“? Я говорю, что это упоение пивное, тяжёлое»).
Гораздо сложнее было отношение ко взглядам Кюхельбекера друга Пушкина. Соглашаясь с критикой элегического направления в поэзии, которое Пушкин к этому времени уже перерастал, он не мог принять выводы о необходимости возрождения устаревшего жанра оды: «… ода, не говоря уже об элегии, стоит на низших степенях поэм. Трагедия, комедия, сатира все более её требуют творчества (fantaisie), воображения — гениального знания природы. … Ода исключает постоянный труд, без коего нет истинно великого». Отголоски этого спора оставили след в XXXI—XXXIV стихах четвёртой главы «Евгения Онегина». Не одобрял Пушкин и огульную критику Жуковского. Позднее, продолжая старую дискуссию, он осудил «драматическую шутку» Кюхельбекера «Шекспировы духи». «Не понимаю, что у тебя за охота пародировать Жуковского. Это простительно Цертелеву, а не тебе. Ты скажешь, что насмешка падает на подражателей, а не на него самого. Милый, вспомни, что ты если пишешь для нас, то печатаешь для черни; она принимает вещи буквально. Видит твоё неуважение к Жуковскому и рада».
Мнения о журнале в целом также разделились. В основном читающая публика приняла альманах. А. А. Бестужев-Марлинский в своём обзоре в «Полярной звезде» на 1825 год благожелательно отнёсся к работе «конкурентов»: «Страсть писать теории, опровергаемые самими авторами на практике, есть одна из примет нашего века, и она заглавными буквами читается в „Мнемозине“. Впрочем, за исключением диктаторского тона и опрометчивости в суждениях, в г. Одоевском видны ум и начитанность. Сцены из трагедии „Аргивяне“ и пьеса „На смерть Байрона“ г. Кюхельбекера — имеют большое достоинство». К нему присоединился К. Ф. Рылеев: «Прозаические статьи в Мнемозине отличаются чистым, правильным языком, чуждым уродливых существительных и перековерканных прилагательных». В. Г. Белинский уважительно назвал «Мнемозину» журналом, «предметом которого было — искусство и знание», отмечал роль журнала в популяризации научных знаний и научной терминологии.
В лице же Ф. В. Булгарина (а также П. Яковлева, О. И. Сенковского, В. А. Ушакова) детище Одоевского и Кюхельбекера встретило самого непримиримого противника. В частности, Булгарин утверждал, что «Мнемозина» является экстрактом «греческого, римского, еврейского, халдейского и немецкого любомудрия, и если бы глубокомысленный мыслитель … понимал то, о чем он писал, и что почтенный издатель „Мнемозины“ поместил в сей книжке, то, может быть, и мы бы чему-нибудь понаучились». Даже пятнадцать лет спустя Фаддей Венедиктович продолжал воевать с нелюбимым альманахом: «Домашние наши новомыслители, которых деятельность начинается с покойной „Мнемозины“ и продолжается сквозь ряд покойных журналов в нынешнем „Московском наблюдателе“, беспрестанно придумывают новые слова и выражения, чтоб выразить то, чего они сами не понимают».